# Juan Gutiérrez de Padilla (fotógrafo)
Juan Gutiérrez de Padilla (Antillas, 1859 – Belo Monte, probablemente el 28 de junio de 1897) fue un fotógrafo español naturalizado brasileño.
Se estableció en Río de Janeiro alrededor de 1880 como propietario de la tienda "Photographia União" en la rúa da Carioca. Se convirtió en fotógrafo de la Casa Imperial en 1889, el último año de existencia del Imperio
En 1893 fue contratado por el Ejército para documentar la preparación de las tropas que enfrentarían a los revoltosos durante la Revuelta de la Armada. La serie de fotos sobre el tema es considerada su principal contribución para la fotografía brasileña.
Mientras tanto, también fue paisajista habiendo fotografiado varias escenas del antiguo Río de Janeiro. Era cercano a la bohémia y frecuentaba las casas nocturnas de la ciudad. 
Fue contratado por el ejército para registrar en fotos la Guerra de Canudos, muriendo probablemente el día 28 de junio de 1897.